# 哈格里芬龍
哈格里芬龍（學名Hagryphus）是偷蛋龍下目恐龍的一屬，生活於上白堊紀的美國猶他州。

## 發現與命名
到目前為止，哈格里芬龍只有一個物種，模式種巨型哈格里芬龍（H. giganteus），是在2005年由林賽·札諾（Lindsay Zanno）、史考特·山普森（Scott Sampson）所敘述、命名。牠的學名是來自於埃及神話的西方沙漠神祇哈以及希臘神話的獅鷲；種名在拉丁文意為「巨大的」。
哈格里芬龍正模標本（編號UMNH VP 12765）是在2002年發現於猶他州南部的大階梯艾斯可蘭特國家紀念區，屬於Kaiparowits組。放射性年代測定顯示該標本所屬的地層可追溯至7600萬至7500萬年前，約坎潘階晚期。正模標本存放在鹽湖城的猶他自然歷史博物館。化石包括不完整但關節仍連接的左手掌、及左橈骨的遠端部份。手掌缺少第二指爪，而半月型的腕骨及橈腕骨則被保存下來。除此之外，還有腳掌骨頭碎片被保存下來，發現於手掌骨頭的旁邊。

## 分類
在2003年，這個猶他州的偷蛋龍類恐龍化石首次被新聞報導時，被認為是種近頜龍科恐龍。之後在2005年被命名時，研究人員只能根據有限的化石材料，將哈格里芬龍歸類於偷蛋龍下目。在北美洲的偷蛋龍類之中，哈格里芬龍的地理分佈最南。
其他北美洲偷蛋龍下目的物種包括：稀罕單足龍、快速小獵龍、及纖瘦縴手龍。這類恐龍主要生活在白堊紀的亞洲，在亞洲亦發現了麥克氏可汗龍、纖弱竊螺龍及嗜角偷蛋龍等。
偷蛋龍下目的特徵是牠們那縮短的口鼻部、巨大而無牙的頜部、及精緻的頭冠。牠們的無牙頜部顯示牠們以蛋為食物，但亦有可能也吃小型的脊椎動物。有證據顯示偷蛋龍類都是有羽毛的，有些古生物學家認為偷蛋龍類其實是真正的鳥類。

## 大小
如同其名，巨型哈格里芬龍是大型的偷蛋龍下目恐龍，身長估計約有3公尺長，牠是最大型的偷蛋龍類恐龍之一，稍晚被命名的巨盜龍體型更大。哈格里芬龍被估計較北美洲的纖手龍大30-40%，纖手龍是體型第二大的北美洲偷蛋龍類。正模標本的手掌長度約一呎。在2010年，葛瑞格利·保羅估計哈格里芬龍的身長約8呎，體重約50公斤。

## 外部連結
- CNN報導發現哈格里芬龍
- 猶他大學報（页面存档备份，存于）